# Artem Alichanjan
Artem Alichanjan (také Arťom Alichaňjan, Alikhanian, Alikhanyan, arménsky Արտեմ Ալիխանյան, rusky Артём Исаакович Алиханьян; 24. června 1908 Jelizavetpol – 25. února 1978 Moskva) byl arménsko-sovětský fyzik a vysokoškolský pedagog.
Alichanjan byl doktorem fyzikálně-matematických věd, vedoucím fyzikální laboratoře v Lebeděvově institutu, zakladatelem a vědeckým vedoucím katedry jaderné fyziky v Moskevském institutu inženýrské fyziky a korespondentem Akademie věd Sovětského svazu (1946).
V roce 1943 se stal jedním ze zakladatelů a poté ředitelem Jerevanského fyzikálního institutu, vedoucím katedry na Jerevanské univerzitě a členem Arménské akademie věd. Byl zakladatelem vysokohorských výzkumných stanic Aragac a Nor-Amberd na horách v Arménii. Za vědecké úspěchy a přínos mu byl v roce 1967 udělen titul Zasloužilý vědec Arménské SSR. Je znám jako otec arménské fyziky.
Spolu s bratrem Abramem Alichanovem (také Alikhanov), Lvem Landauem, Igorem Kurčatovem a dalšími položil základy jaderné fyziky v Sovětském svazu.

## Život

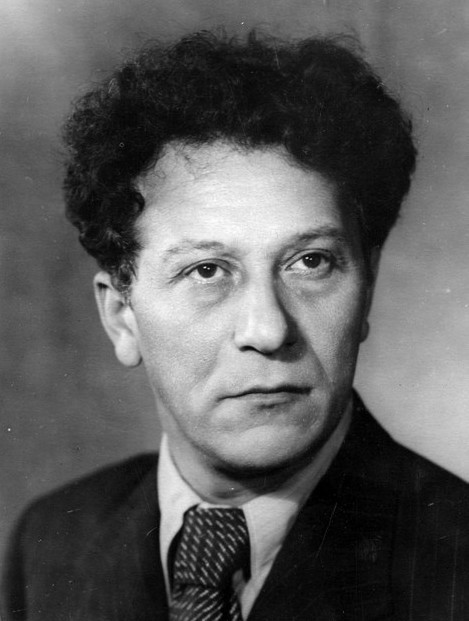
Abram Alichanov – bratr a spolupracovník

Artem Alichanjan se narodil v roce 1908 v Jelizavetpolu v Ruském impériu (v dnešním Ázerbájdžánu) v arménské rodině železničního inženýra a ženy v domácnosti. Rodiče měli čtyři děti, dva syny (starší Abram Alichanov se stal také známým fyzikem) a dvě dcery. V roce 1912 se rodina přestěhovala do arménského Alexandropolu (nyní Gjumri).
Alichanjan nenavštěvoval školu pravidelně. Zpočátku se učil převážně doma, ale později získal externí možnost navštěvovat školu. Často si vydělával jako číšník a prodavač novin.

Kvůli svému nadání se dostal na Leningradskou státní univerzitu. V roce 1930, ještě před ukončením studia, se stal zaměstnancem Leningradského fyzikálně-technického institutu, kde spolupracoval se svým starším bratrem Abramem Alichanovem.

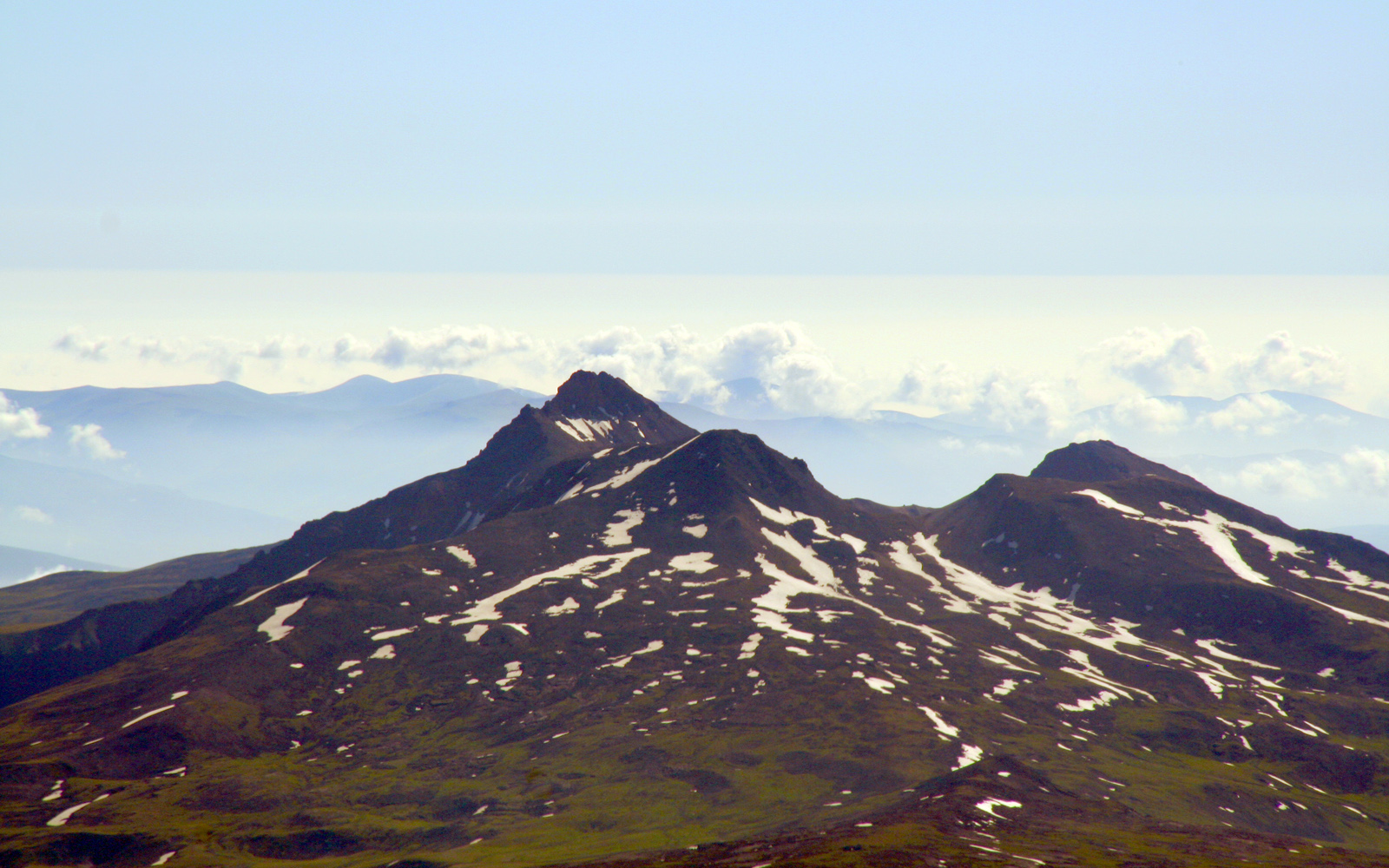
Aragac – nejvyšší hora Arménie

V roce 1930 se on a jeho výzkumná skupina na fyzikálně-technickém institutu v Leningradu zabývala problémy jaderné fyziky, kosmického záření, fyziky urychlovačů částic a fyziky elementárních částic. Zkoumali tvorbu pozitron-elektronových párů a výsledné pozitronové spektrum. Pro pozorování pozitronů použili originální kombinaci magnetického spektrometru a dvou sousedících Geigerových-Müllerových počítačů. Tato práce se stala výchozím bodem pro aplikaci radiotechniky na experimentální jadernou fyziku v Sovětském svazu.
V roce 1934 patřila jejich výzkumná skupina k prvním vědcům, kteří pozorovali radioaktivní rozpad. V roce 1936 bratři a jejich skupina demonstrovali zachování energie a hybnosti při pozitronově-elektronové anihilaci, v roce 1938 oba bratři navrhli metodu určení klidové hmotnosti neutrina pomocí rozpadu jader Be-7. Před druhou světovou válkou provedli zásadní výzkum beta záření, objevili vnitřní přeměnu gama záření a experimentálně potvrdili zachování energie při pozitronové anihilaci (zániku částice a její antičástice při jejich vzájemném setkání).
V roce 1942 zahájili vědeckou misi na horu Aragac s cílem pátrat po třetí (protonové) složce kosmického záření. Objevili intenzivní produkci protonů rychlými neutrony (úzká sprška) v kosmickém záření a stanovili první důkaz existence částic o hmotnosti mezi mionem a protonem. Založili zde stanici kosmického záření v nadmořské výšce 3250 m.
Během obléhání Leningradu (1941–1944) byli Alichanjan a jeho kolegové omluveni při obraně města, aby mohli pracovat na návrhu synchrocyklotronu – urychlovače částic. Ten byl pak zkonstruován v roce 1955 ve Spojeném ústavu jaderných výzkumů v Dubně.
Oba bratři se podíleli na založení Arménské akademie věd a v roce 1943 založili Jerevanský fyzikální institut. Alichanjan se pak stal jeho ředitelem na dalších 30 let. V roce 1956 oba bratři iniciovali vytvoření elektronového synchrotronu s energií elektronů 6 GeV v Jerevanu.
V roce 1965 pozvala Alichanjana Harvardova univerzita, aby zde přednášel fyziku. Stal se tak prvním profesorem Harvardovy univerzity z Evropy. V roce 1973 (po konfliktech s vysoce postavenými sovětskými úředníky) rezignoval na svou funkci na Jerevanské univerzitě a opustil Jerevan.

## Práce a objevy
- Objevil produkci elektron-pozitronových párů přeměnou vnitřní energie (1934).
- Experimentálně potvrdil úsporu energie při anihilaci pozitronu (1936).
- Prováděl přesná měření na datových spektrech velkého počtu radioaktivních prvků a zjistil závislost spektra na atomovém čísle.
- Navrhl experimentální metodu pro důkaz existence neutrin prostřednictvím jaderného zpětného rázu při záchytu elektronů v Be-7.
- Objevil proudy rychlých protonů v kosmickém záření, intenzivní produkci protonů rychlými neutrony (úzká sprška) a první náznaky částic o hmotnostech mezi mionem a protonem.
- V roce 1963 přišel s myšlenkou vytvořit jiskrovou komoru (spark chamber) se širokou mezerou, zařízení používané pro detekci elektricky nabitých částic. Toto zařízení se pak používalo až do 60. let. Dnes se využívá ve vzdělávacích organizacích k demonstraci částicové fyziky a astrofyziky.
- Přispěl k rozvoji metod pro detekci vysokoenergetických částic, zejména Alichanjova-Alichanova spektrometru a detektorů rentgenového přechodového záření.

## Osobnost

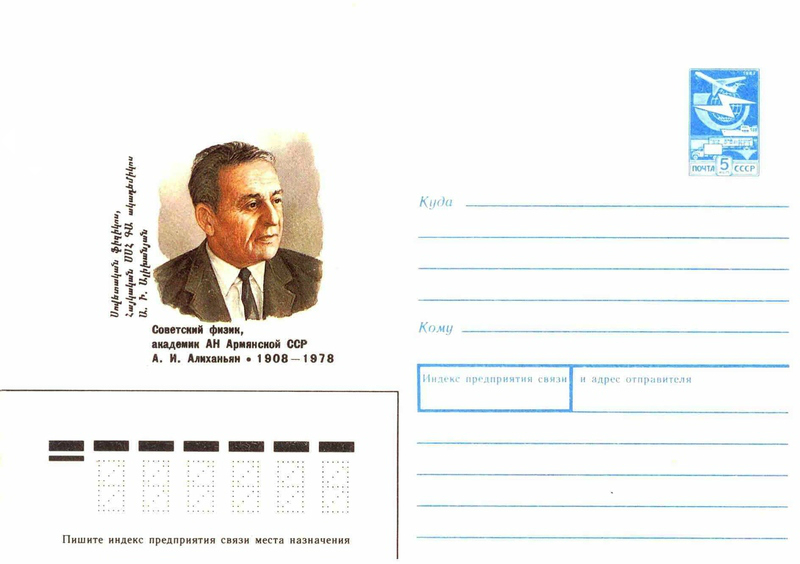
Artem Alichanjan na sovětské obálce (1987)

- Alichanjan byl zkušeným pedagogem a organizátorem. V letech 1961 až 1975 organizoval světově proslulé každoroční Mezinárodní školy fyziky vysokých energií v Nor-Amberdu za účasti mnoha akademiků a laureátů Nobelovy ceny.
- Byl známý jako laskavá a vynalézavá osobnost, jehož erudice každého uchvátila. Měl dobré vztahy nejenom s mnoha akademiky, ale i s umělci.
- Alichanjan nebyl členem strany a podporoval sovětské disenty. Organizoval návštěvy Arkadije Rajkina, Andreje Sacharova, Jeleny Bonnerové nebo Josifa Brodského v Jerevanu. Mnohé hostil ve svém domě.
- Aktivně podporoval mezinárodní spolupráci vědců.

## Ocenění

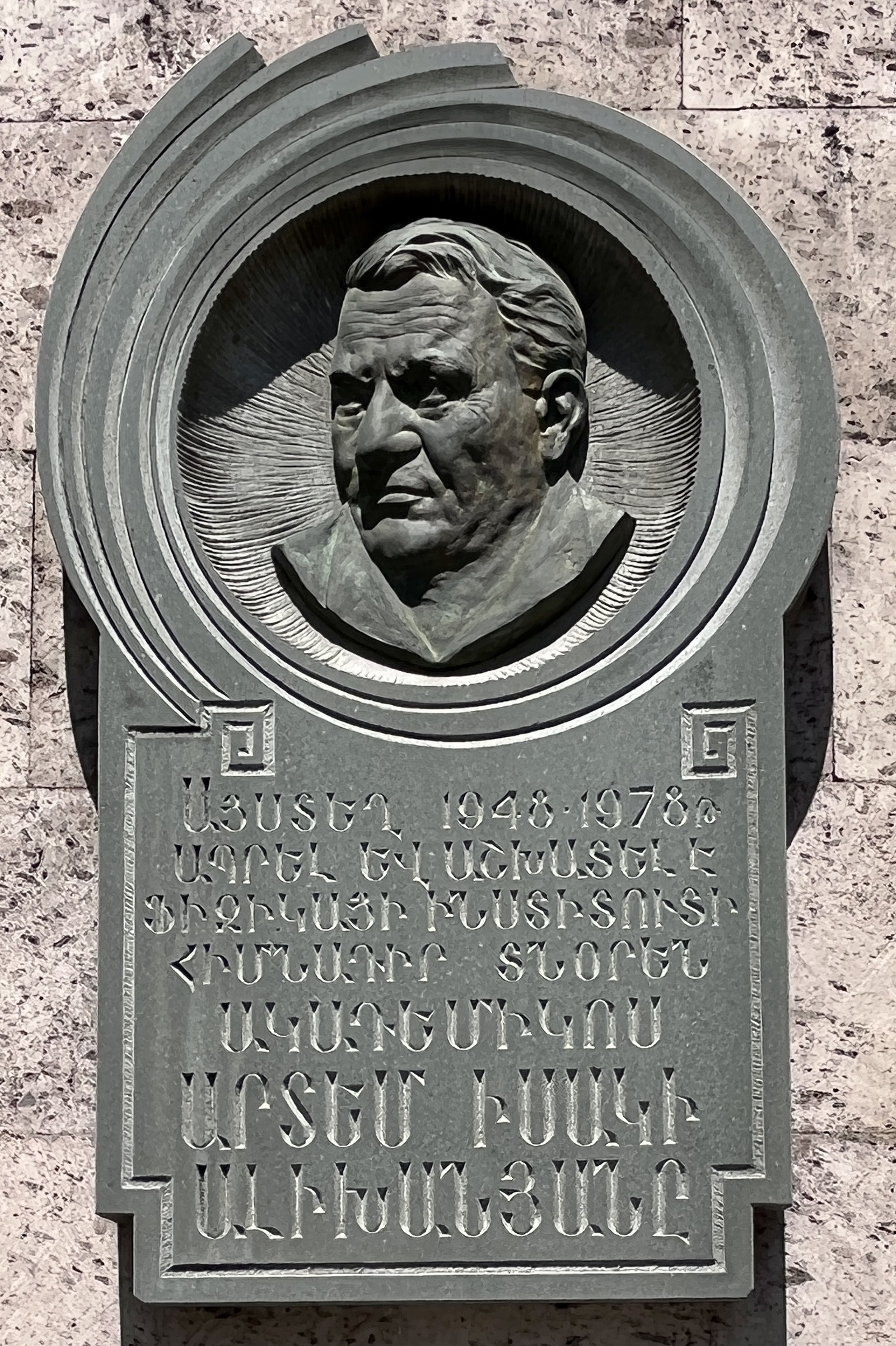
Pamětní deska v Jerevanském fyzikálním institutu

- Řád rudého praporu práce (1941, 1945)
- Státní cena SSSR (1941, 1948, 1970)
- Zasloužilý vědec Arménské SSR (1967)
- Leninova cena (1970)
- Cena Rady ministrů SSSR (1973)

## Vzpomínka
- Je po něm pojmenován Jerevanský fyzikální institut a ulice v Jerevanu.
- Jeho socha stojí na náměstí Alichanjan v Jerevanu.
- Má pamětní desku v Jerevanském fyzikálním institutu.
- Podle Alichanjanovy biografie byl v roce 1966 natočen film Hello, That's Me!, který získal cenu na filmovém festivalu v Cannes.